# Urocitellus
Urocitellus ist eine Gattung der Echten Erdhörnchen, die in zwölf Arten in der Holarktis im nördlichen Nordamerika sowie in Nordasien verbreitet ist. 

## Merkmale
Die Arten der Gattung sind in ihrer Größe variabel, die Kopf-Rumpf-Länge variiert von etwa 19 bis 47,5 Zentimetern. Damit gehören sowohl kleinere wie auch recht große Arten der Erdhörnchen dieser Gattung an. Der Schwanz ist zwischen 2,7 und 12,0 Zentimeter lang, die Schwanzlänge entspricht in der Regel zwischen 25 und 45 % der Körperlänge. Er ist entsprechend kurz bis mittellang und in der Form dünn bis leicht buschig. Die Ohren sind mit 4 bis 19 Millimeter Länge vergleichsweise groß, die Hinterfußlänge liegt bei 31 bis 49 Millimetern. Die Rückenfärbung ist variabel und in der Regel ohne auffällige Zeichnungen. Das Fell ist in der Regel länger und weniger glatt als bei Arten anderer Gattungen. Die Weibchen der Callospermophilus-Arten besitzen fünf bis sechs Paar Zitzen.
Der Schädel ist im Vergleich zu Murmeltieren (Marmota) und Präriehunden (Cynomys) kleiner, filigraner aufgebaut und unterscheidet sich von diesen auch in der Form. Im Vergleich zu den Arten der Gattung Xerospermophilus sind Urocitellus-Arten meist größer und haben proportional deutlich kleinere Paukenblasen, eine längere und parallelere Schnauze und kleinere Schneidezähne. Gegenüber Poliocitellus haben die Arten einen breiteren Hirnschädel und unterscheiden sich auch in anderen Merkmalen des Schädels und Gebisses. Die größte Ähnlichkeit besteht zu den Zieseln (Spermophilus), mit denen sie ursprünglich teilweise gemeinsam in einer Untergattung zusammengefasst wurden. Unterschiede liegen vor allem in kraniometrischen Daten wie einem größeren Augenabstand, kleineren Molaren, zugleich einem größeren Prämolar P3 und Abweichungen in der Form der Paukenblase.

## Verbreitung

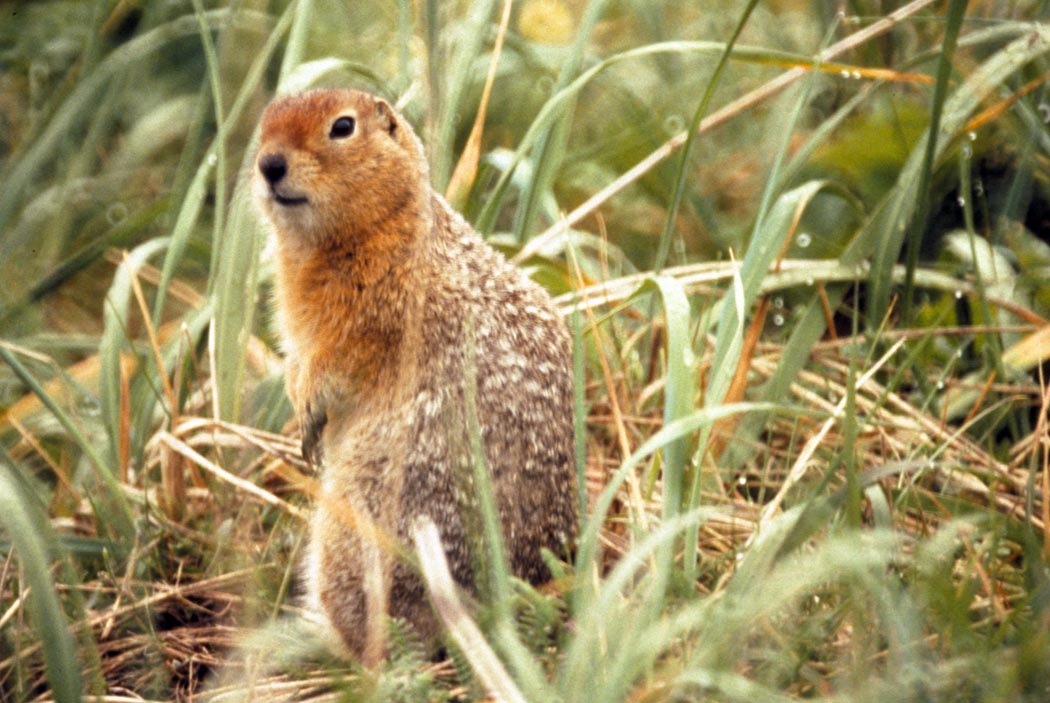
Der Arktische Ziesel (Urocitellus parryii) ist die einzige Art der Erdhörnchen, die sowohl in Nordamerika wie auch in Nordasien vorkommt.

Die Arten der Gattung Urocitellus kommen sowohl in Zentral- und Nordost-Asien wie auch in Nordamerika in Kanada und dem Nordwesten der Vereinigten Staaten sowie südlich bis Mexiko vor. Dabei wird die columbianus-Artengruppe von der townsendii-Artengruppe unterschieden.
Die Verbreitung der columbianus-Artengruppe reicht im Westen von Nordamerika von Mississippi und dem Norden Mexikos über den Westen der Vereinigten Staaten und Kanada bis Alaska sowie in das östliche Eurasien, wo einzelne Arten in größeren Höhen vorkommen. Der Langschwanzziesel (U. undulatus) ist die einzige Art der Gattung, die nur in Eurasien anzutreffen ist und dort von Kasachstan über Teile Russlands (Sibirien, Transbaikalien), der nördlichen Mongolei und dem Norden Chinas verbreitet ist. Der Arktische Ziesel (U. parryii) weist eine holarktische Verbreitung auf und ist sowohl in Eurasien im nordöstlichen Russland wie auch in Nordamerika im nordwestlichen Kanada und Alaska anzutreffen. Der Columbia-Ziesel (U. columbianus) kommt vom Südosten von British Columbia und dem Westen von Alberta in Kanada bis in das nordöstliche Oregon, sowie Idaho und Montana vor. Der Richardson-Ziesel (U. richardsonii) lebt in den nördlichen Great Plains im südlichen Alberta, Saskatchewan und Manitoba in Kanada bis nach Montana, North Dakota, dem nordöstlichen South Dakota, dem Westen von Minnesota und dem Nordwesten von Iowa. Der Wyoming-Ziesel (U. elegans) kommt im südöstlichen Oregon, dem Süden von Idaho, dem Südwesten von Montana, dem Nordosten von Nevada, Colorado und dem westlichen Nebraska vor. Der Uinta-Ziesel (U. armatus) lebt vom südlichen Utah bis in das südliche Montana und südöstliche Idaho bis Wyoming und das Verbreitungsgebiet des Belding-Ziesels (U. beldingi) reicht vom östlichen Oregon und südwestlichen Idaho bis in den Nordosten Kaliforniens, das nördliche Nevada und das nordwestliche Utah.
Die townsendii-Artengruppe kommt nur in Nordamerika im Bereich des Great Basin, des Snake River Plain und dem Columbia Plateau und Basin vor. Dabei leben der Townsend-Ziesel (U. townsendii) und der Washington-Ziesel (U. washingtoni) im Südosten von Washington, letzterer kommt zudem im Nordosten von Oregon vor. Das Verbreitungsgebiet des Piute-Ziesels (U. mollis) reicht vom Südosten Oregons bis Nevada, dem Osten Kaliforniens und dem Westen von Utah. Der Merriam-Ziesel (U. canus) kommt von Zentral-Oregon bis in den Nordwesten Nevadas und dem äußersten Westen Idahos vor. Das kleinste Verbreitungsgebiet aller Erdhörnchen hat der Idaho-Ziesel (U. brunneus), der verstreut in isolierten Populationen im westlichen und zentralen Idaho lebt.

## Lebensweise
Die Arten der Gattung leben vor allem in montanen Steppengebieten und Kältesteppen, wobei die einzelnen Arten teilweise regional sehr unterschiedliche Habitate bevorzugen. Die meisten Arten bilden Kolonien und leben in mehr oder weniger komplexen Bauen im Boden. Alle Arten sind tagaktiv und leben vor allem herbivor von Gräsern, Blättern, Blüten und Früchten, gelegentlich wird die Nahrung durch Insekten und andere tierische Kost ergänzt.

## Systematik
Urocitellus ist eine Gattung der Hörnchen, wo sie den Erdhörnchen (Xerinae) und darin den Echten Erdhörnchen (Xerini) zugeordnet wird. Die wissenschaftliche Erstbeschreibung erfolgte als Untergattung der Ziesel (Gattung Spermophilus) durch Sergei Iwanowitsch Obolenskij im Jahr 1927 mit dem Langschwanzziesel (Urocitellus undulatus) als Typusart. Gemeinsam mit weiteren heute als Gattungen betrachteten Taxa wurde sie entsprechend teilweise als Untergattung behandelt. In der Systematik von Robert S. Hoffmann und Richard W. Thorington in Wilson & Reeder 2005 wurde die Untergattung nicht aufgenommen.
Eine molekularbiologische Untersuchung bestätigte Urocitellus 2004 als monophyletische Gruppe. Diese wurde als Schwestergruppe eines Taxons aus den Gattungen Ictidomys, Poliocitellus mit dem Franklin-Ziesel als einziger Art, den Präriehunden (Cynomys) und Xerospermophilus identifiziert und daher auf Gattungsebene neu beschrieben.
Mit insgesamt 12 anerkannten Arten ist die Gattung Urocitellus nach Spermophilus die artenreichste Gruppe der ehemals unter Spermophilus zusammengefassten Gattungen:
- Uinta-Ziesel (Urocitellus armatus)
- Belding-Ziesel (Urocitellus beldingi)
- Idaho-Ziesel (Urocitellus brunneus)
- Merriam-Ziesel (Urocitellus canus)
- Columbia-Ziesel (Urocitellus columbianus)
- Wyoming-Ziesel (Urocitellus elegans)
- Piute-Ziesel (Urocitellus mollis)
- Arktischer Ziesel (Urocitellus parryii)
- Richardson-Ziesel (Urocitellus richardsonii)
- Townsend-Ziesel (Urocitellus townsendii)
- Langschwanzziesel (Urocitellus undulatus)
- Washington-Ziesel (Urocitellus washingtoni)

Der Name Urocitellus leitet sich von dem griechischen Worten uro für „Schwanz“ und citellus für „Erdhörnchen“ ab, bedeutet übersetzt also etwa „Schwanz-Erdhörnchen“.

## Gefährdung und Schutz
Die International Union for Conservation of Nature and Natural Resources (IUCN) schätzt neun Arten der Gattung aufgrund ihres vergleichsweise großen Verbreitungsgebietes und der stabilen Bestände als nicht gefährdet („least concern“) ein. Der Washington-Ziesel wird als potenziell gefährdet („near threatened“), der Townsend-Ziesel als gefährdet („vulnerable“) und der Idaho-Ziesel als kritisch gefährdet („critically endangered“) betrachtet.

## Belege
1. 1 2 3 4 5 6 7 8 9  Kristofer M. Helgen, F. Russell Cole, Lauren E. Helgen & Don E. Wilson: Generic revision in the Holarctic ground squirrel genus Spermophilus. Journal of Mammalogy, 90, Seiten 270–305, 2009
2. 1 2  Matthew D. Herron, Todd A. Castoe, Christopher L. Parkinson: Sciurid phylogeny and the paraphyly of holarctic ground squirrels (Spermophilus). Molecular Phylogenetics and Evolution 31, 2004; S. 1015–1030. (doi:10.1016/j.ympev.2003.09.015, Volltext, PMID 15120398)
3. ↑  Spermophilus undulatus (Seite nicht mehr abrufbar, festgestellt im Mai 2019. Suche in Webarchiven)  Info: Der Link wurde automatisch als defekt markiert. Bitte prüfe den Link gemäß Anleitung und entferne dann diesen Hinweis.. In: Don E. Wilson, DeeAnn M. Reeder (Hrsg.): Mammal Species of the World. A taxonomic and geographic Reference. 2 Bände. 3. Auflage. Johns Hopkins University Press, Baltimore MD 2005, ISBN 0-8018-8221-4.
4. ↑  Richard W. Thorington Jr., John L. Koprowski, Michael A. Steele: Squirrels of the World. Johns Hopkins University Press, Baltimore MD 2012; S. 366–371. ISBN 978-1-4214-0469-1
5. ↑  Urocitellus armatus in der Roten Liste gefährdeter Arten der IUCN 2015.2. Eingestellt von: A.V. Linzey, NatureServe (G. Hammerson), 2008. Abgerufen am 6. August 2015., Urocitellus beldingi in der Roten Liste gefährdeter Arten der IUCN 2015.2. Eingestellt von: A.V. Linzey, NatureServe (G. Hammerson), 2008. Abgerufen am 6. August 2015., Urocitellus canus in der Roten Liste gefährdeter Arten der IUCN 2015.2. Eingestellt von: A.V. Linzey, NatureServe (G. Hammerson), 2008. Abgerufen am 6. August 2015., Urocitellus columbianus in der Roten Liste gefährdeter Arten der IUCN 2015.2. Eingestellt von: A.V. Linzey, NatureServe (G. Hammerson), 2008. Abgerufen am 6. August 2015., Urocitellus elegans in der Roten Liste gefährdeter Arten der IUCN 2015.2. Eingestellt von: E. Yensen, NatureServe (T. Mabee, G. Hammerson), 2008. Abgerufen am 6. August 2015., Urocitellus mollis in der Roten Liste gefährdeter Arten der IUCN 2015.2. Eingestellt von: G. Hammerson, 2008. Abgerufen am 6. August 2015., Urocitellus parryii in der Roten Liste gefährdeter Arten der IUCN 2015.2. Eingestellt von: A.V. Linzey, 2008. Abgerufen am 6. August 2015., Urocitellus richardsonii in der Roten Liste gefährdeter Arten der IUCN 2015.2. Eingestellt von: A.V. Linzey, NatureServe (G. Hammerson), 2008. Abgerufen am 6. August 2015., Urocitellus undulatus in der Roten Liste gefährdeter Arten der IUCN 2015.2. Eingestellt von: S. Shar, D. Lkhagvasuren, 2008. Abgerufen am 6. August 2015.
6. ↑  Urocitellus washingtoni in der Roten Liste gefährdeter Arten der IUCN 2015.2. Eingestellt von: E. Yensen, NatureServe (G. Hammerson, K.P. Popper), 2008. Abgerufen am 6. August 2015.
7. ↑  Urocitellus townsendii in der Roten Liste gefährdeter Arten der IUCN 2015.2. Eingestellt von: E. Yensen, NatureServe (G. Hammerson), 2008. Abgerufen am 6. August 2015.
8. ↑  Urocitellus brunneus in der Roten Liste gefährdeter Arten der IUCN 2015.2. Eingestellt von: E. Yensen, NatureServe (G. Hammerson, J. Jefferson, S. Cannings), 2008. Abgerufen am 6. August 2015.